# Mister Olympia 1965
El Mister Olympia 1965 fue la 1.ª edición de la competición profesional de fisicoculturismo, organizada por la Federación Internacional de Fisicoculturismo. La competencia de Míster Olympia fue creada por el canadiense Joe Weider y su hermano Ben Weider.
El nombre oficial de la competición Míster Olympia, fue tomado en gran parte por el nombre de una bebida alcohólica llamada Olympia Beer, y cuya producción estaba a cargo de Olympia Brewing Company, con sede en Tumwater (Washington), Estados Unidos.

## Evento
El concurso se realizó el 18 de septiembre de 1965, en la Academia de Música de Brooklyn de Nueva York, Estados Unidos.

## Ganador
En un comienzo, solo compitieron tres fisicoculturistas reconocidos: Larry Scott, Harold Poole y Earl Maynard. El torneo, además de reconocer al mejor fisicoculturista del mundo, también otorgaba una un cheque por 1000 dólares. El torneo también fue creado, entre otras cosas, para fomentar e incentivar el deporte o la actividad culturista. Finalmente, el estadounidense Larry Scott sería el vencedor de esta competición, además de obtener el dinero, también le fue entregado una estatua de bronce inspirada en Eugen Sandow, conocido como el padre del culturismo moderno. Scott fue reconocido en aquella época como La Leyenda, aunque en el presente también se le recuerda no solo por su particular apodo, sino también, por ser el primer ganador del Míster Olympia.
Scott, quien había ganado con anterioridad los títulos de Señor América y Universo, fue reconocido en el mundo del fisicoculturismo por ser un atleta completo, ganador de varios trofeos y reconocimientos.
| Posición | Culturista   |
| -------- | ------------ |
| 1        | Larry Scott  |
| 2        | Harold Poole |
| 3        | Earl Maynard |